# Yara El-Sharkawy
Pour les articles homonymes, voir Mohamed.
Yara Wail Hussain El-Sharkawy (en arabe : يارا وائل حسين الشرقاوي), née le 11 avril 1999, est une escrimeuse égyptienne.

## Carrière
Aux Championnats d'Afrique d'escrime 2015 au Caire, Yara El-Sharkawy est médaillée de bronze en fleuret individuel ainsi qu'en fleuret par équipes. Elle est médaillée de bronze en fleuret par équipes aux Jeux africains de 2015 à Brazzaville.
Aux Championnats d'Afrique d'escrime 2017 au Caire, elle est médaillée d'or en fleuret par équipes et médaillée d'argent en fleuret individuel.
Elle est médaillée d'argent en fleuret individuel et médaillée de bronze en fleuret par équipes aux Championnats d'Afrique 2018 à Tunis. 
Elle est ensuite médaillée d'argent en fleuret par équipes et médaillée de bronze en fleuret individuel aux Championnats d'Afrique 2019 à Bamako, puis médaillée d'or en fleuret par équipes et médaillée de bronze en fleuret individuel aux Jeux africains de 2019 à Salé.
Elle dispute les Jeux olympiques de 2020 à Tokyo ; elle est éliminée au deuxième tour du tournoi de fleuret féminin individuel par l'Italienne Arianna Errigo et fait partie de l'équipe d'Égypte féminine de fleuret terminant huitième de la compétition par équipes.
Elle est médaillée d'or en fleuret par équipes et médaillée de bronze en fleuret individuel aux Championnats d'Afrique 2022 à Casablanca.
Elle est médaillée d'or en fleuret individuel et en fleuret par équipes aux Championnats d'Afrique 2023 au Caire.